# Aleksandra Petrović
Aleksandra Petrović est une joueuse de volley-ball serbe née le 1er juillet 1987 à Novi Sad. Elle mesure 1,92 m et joue au poste de centrale. 

## Clubs
| Club                | De        | À         |
| ------------------- | --------- | --------- |
| Jedinstvo Uzice     | 2003-2004 | 2006-2007 |
| Postar 064 Belgrade | 2007-2008 | 2008-2009 |
| VBC Voléro Zurich   | 2009-2010 | 2011-2012 |
| Eczacıbaşı İstanbul | 2012-2013 | 2012-2013 |
| CS Ştiinţa Bacău    | 2013-2014 | 2013-2014 |
| VK Královo Pole     | 2014-2015 | 2014-2015 |
| ŽOK Dinamo Pančevo  | 2015-2016 | 2015-2016 |
| Telekom Bakou       | 2016-2017 | 2016-2017 |
| ŽOK Ub              | 2018-2019 | 2018-2019 |
| LP Vampula          | jan 2020  | …         |

## Palmarès

### Équipe nationale
- Ligue européenne
  - Vainqueur : 2009.
- Championnat du monde des moins de 20 ans
  - Finaliste : 2005.

### Clubs
- Championnat de Serbie
  - Vainqueur : 2008, 2009.
- Coupe de Serbie
  - Vainqueur : 2008, 2009.
- Championnat de Suisse
  - Vainqueur: 2010, 2011, 2012.
- Coupe de Suisse
  - Vainqueur: 2010, 2011, 2012.
- Supercoupe de Suisse
  - Vainqueur : 2010, 2011
- Championnat de Turquie
  - Finaliste : 2013.
- Coupe de Turquie
  - Finaliste : 2013.
- Supercoupe de Turquie
  - Vainqueur: 2012.
- Championnat de Roumanie
  - Vainqueur : 2014.
- Coupe de Roumanie
  - Vainqueur : 2014.

### Distinctions individuelles
- Ligue européenne de volley-ball féminin 2009: Meilleure attaquante.